# Cardamine hydrocotyloides
Cardamine hydrocotyloides là một loài thực vật có hoa trong họ Cải. Loài này được W.T.Wang mô tả khoa học đầu tiên năm 1987.